# Sculptiferussacia clausiliaeformis
Sculptiferussacia clausiliaeformis е вид коремоного от семейство Ferussaciidae. Видът е застрашен от изчезване.

## Разпространение
Разпространен е в Испания (Канарски острови).